# All the Roadrunning
All the Roadrunning är ett musikalbum som producerats i samarbete mellan Mark Knopfler och Emmylou Harris och som gavs ut 24 april 2006. Det gavs ut av Warner Bros. Records i USA och Mercury Records i Europa.
Albumet spelades in under sju år, men man lyckades i stor utsträckning hålla projektet hemligt under denna tid. Knopfler skrev de flesta av låtarna, trots att Harris också ofta skriver sina egna låtar. Efter albumet gav sig de båda musikerna också ut på en turné i USA och Europa tillsammans, under vilken livealbumet Real Live Roadrunning spelades in.
Albumet nådde en åttondeplats på albumlistan i Storbritannien, nummer 17 i USA och en andraplats i Sverige.

## Låtlista
Samtliga låtar skrivna av Mark Knopfler, om annat inte anges.
1. "Beachcombing" - 4:14
2. "I Dug Up a Diamond" - 3:39
3. "This Is Us" - 4:39
4. "Red Staggerwing" - 3:03
5. "Rollin' On" - 4:14
6. "Love and Happiness" (Emmylou Harris/Kimmie Rhodes) - 4:22
7. "Right Now" - 3:33
8. "Donkey Town" - 5:42
9. "Belle Starr" (Emmylou Harris) - 3:06
10. "Beyond My Wildest Dreams" - 4:26
11. "All the Roadrunning" - 4:49
12. "If This Is Goodbye" - 4:45

## Medverkande
- Emmylou Harris - gitarr, sång
- Mark Knopfler - gitarr, sång
- Richard Bennett - gitarr
- Steve Conn - dragspel
- Jim Cox - keyboard
- Chad Cromwell - trummor
- Danny Cummings - trummor

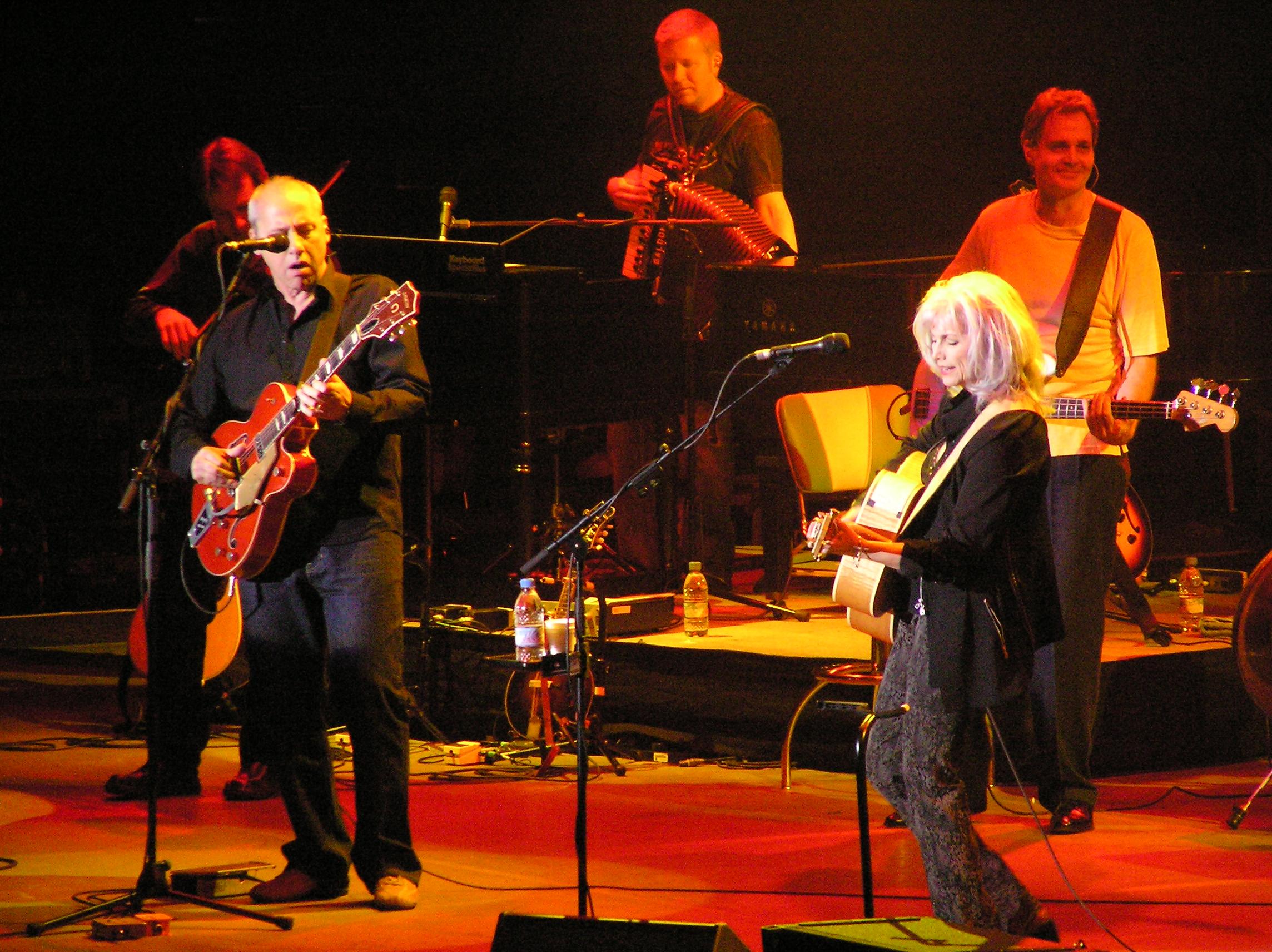
Mark Knopfler och Emmylou Harris under en konsert i Hamburg i maj 2006

- Dan Dugmore - gitarr, pedal steel guitar, sexsträngad bas
- Glen Duncan - fiol, mandolin
- Stuart Duncan - fiol
- Guy Fletcher - keyboard
- Paul Franklin - pedal steel guitar
- Jim Horn - blåsinstrument
- The Memphis Horns - blåsinstrument
- Bill Ware - triangel
- Glenn Worf - bas